# Belonophago
Belonophago – rodzaj ryb promieniopłetwych z rodziny Distichodontidae.

## Zasięg występowania
Rodzina obejmuje gatunki występujące w słodkowodnych wodach Afryki.

## Morfologia
Długość ciała 9,3–12 cm.

## Systematyka

### Etymologia
Belonophago: gr. βελονη belonē ‘igła’, od βελος belos ‘strzała, grot’; rodzaj Phago Günther, 1865.

## Podział systematyczny
Do rodzaju należą następujące gatunki:
- Belonophago hutsebouti Giltay, 1929
- Belonophago tinanti Poll, 1939